# Doug Cox
Charles Douglas „Doug” Cox (ur. 8 października 1957 w Guelph) – kanadyjski zapaśnik w stylu klasycznym i wolnym. Dwukrotny olimpijczyk. Odpadł w eliminacjach turnieju w Seulu 1988, gdzie walczył w obu stylach. 19. miejsce w Atlancie 1996 w stylu klasycznym. Walczył w kategorii 90 kg
Zajął siódme miejsce na mistrzostwach świata w 1982. Trzeci w Pucharze Świata w 1980. Zdobył złoty i brązowy medal na Igrzyskach Panamerykańskich w 1987. Trzy medale na mistrzostwach panamerykańskich, złoto w 1987 roku. Srebrny medal igrzysk wspólnoty narodów w 1986 roku.